# يوهان ياكوب شوتس
يوهان ياكوب شوتس (بالألمانية: Johann Jacob Schütz)‏ هو محامي ومحامي وكاتب ألماني، ولد في 7 سبتمبر 1640 في فرانكفورت في ألمانيا، وتوفي بنفس المكان في 24 مايو 1690.

## وصلات خارجية
- يوهان ياكوب شوتس على موقع ميوزك برينز (الإنجليزية)
- يوهان ياكوب شوتس على موقع ديسكوغز (الإنجليزية)